# Saint-Amour
Saint-Amour is een gemeente in het Franse departement Jura (regio Bourgogne-Franche-Comté). De plaats maakt deel uit van het arrondissement Lons-le-Saunier. Saint-Amour telde op 1 januari 2022 2.364 inwoners. 

## Geografie
De oppervlakte van Saint-Amour bedroeg op 1 januari 2022 11,65 vierkante kilometer; de bevolkingsdichtheid was toen 202,9 inwoners per km².

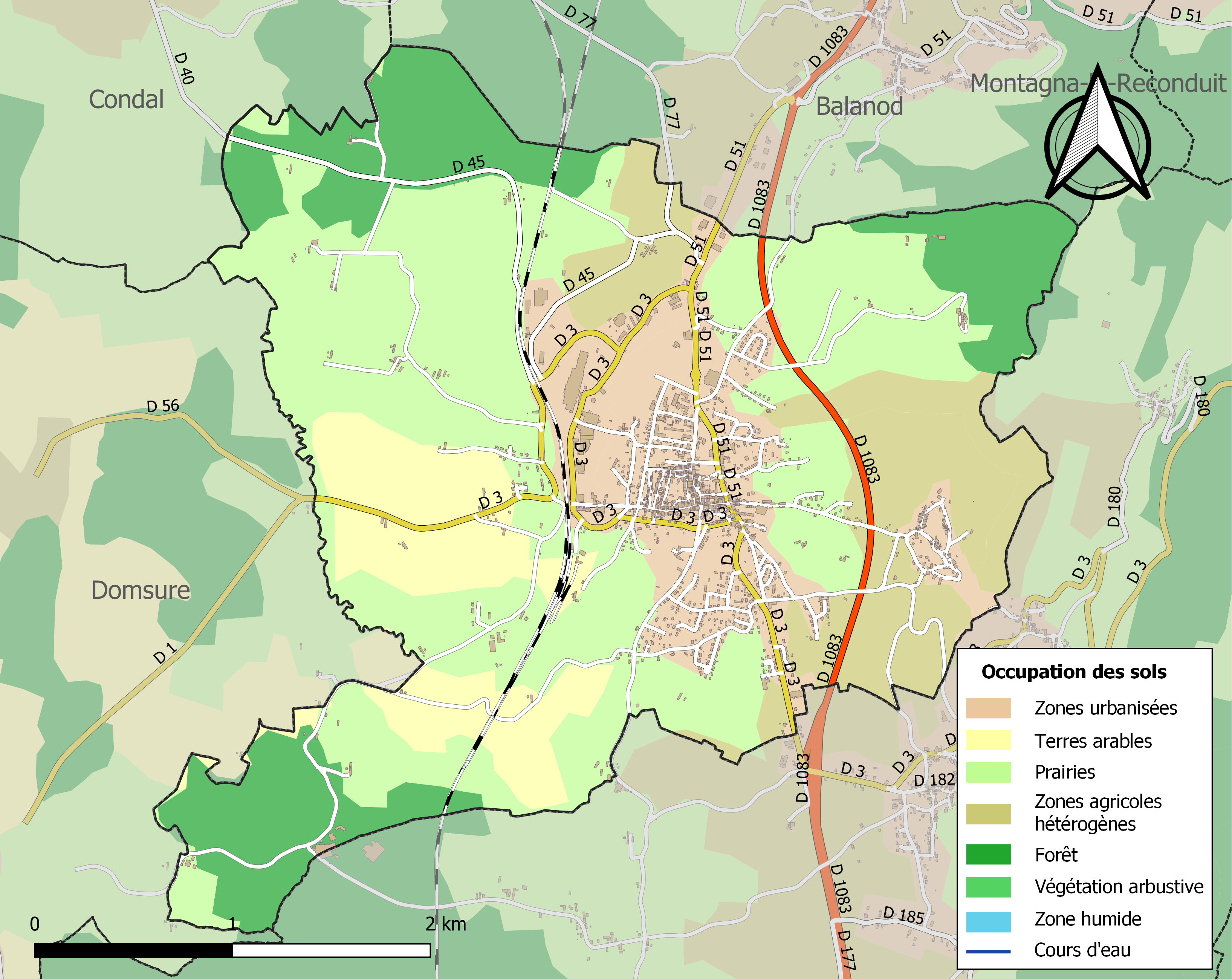
Kaart van de gemeente met de belangrijkste infrastructuur, bodemgebruik en omliggende gemeenten

## Verkeer
In de gemeente ligt het spoorwegstation Saint-Amour.

## Demografie
Onderstaande figuur toont het verloop van het inwonertal (bron: INSEE-tellingen).